# La boca (canción)
«La boca» es una canción del dúo venezolano Mau & Ricky, que cuenta con la participación del cantante colombiano Camilo. Fue lanzada el 3 de mayo de 2019 a través de Sony Music Latin.

## Antecedentes y composición
La canción marca la evolución del dúo en cuanto a su popularidad, después de sus éxitos a nivel internacional con «Ya no tiene novio» y «Desconocidos». Contó con la participación de Camilo por segunda vez, antes de que lanzara su primer sencillo «No te vayas». Además, la canción hizo la presentación del álbum Para aventuras y curiosidades, el primero en la carrera de Mau & Ricky.
«La boca» es una canción que destaca el estilo de Mau & Ricky. Tiene una duración de tres minutos y veintiséis segundos en su versión original, mientras que su video musical dura tres minutos con treinta y nueve segundos. Fue escrita por Mauricio Reglero (Mau), Ricardo Reglero (Ricky), Camilo, Juan Esteban Morelli, Jon Leone y Tainy, y su producción estuvo a cargo de este último. Cuenta con una remezcla junto a Lunay. La publicidad en cuanto a la canción, se la ha presentado como "Canción del Verano".

## Video musical
El video musical de la canción fue lanzado el 3 de mayo de 2019 en el canal de Mau & Ricky en YouTube. Fue grabado en la ciudad de Santa Marta bajo la dirección de Daniel Durán. Actualmente cuenta con más de 100 millones de visitas en la plataforma.

### Sinopsis
En el video musical, aparecen Mau, Ricky y Camilo, quien están acompañados por tres mujeres. Los seis van de vacaciones dentro de una minivan a la playa. Al llegar a su lugar, Mau se queda con una de ellas en una cabaña cerca al mar y a la vez, Ricky va de excursión con la segunda, mientras que Camilo se queda con la última en las orillas del mar practicando surf. Hasta el atardecer, las tres parejas se quedan nadando en el mar para que al final en la noche, se quedan en la cabaña, jugando, cantando y enamorando mientras se entona la canción.

## Posicionamiento en listas
| Listas (2017)              | Mejor posición |
| -------------------------- | -------------- |
| Argentina (Monitor Latino) | 6              |
| Colombia (National-Report) | 5              |
| Ecuador (National-Report)  | 6              |
| México Airplay (Billboard) | 32             |

## Certificaciones
| País   | Organismo certificador | Certificación | Ventas certificadas | Ref.  |
| ------ | ---------------------- | ------------- | ------------------- | ----- |
| México | AMPROFON               | 4× Platino    | 240 000             | [ 9 ] |